# 桂城駅
桂城駅（けいじょう-えき）は、中華人民共和国広東省仏山市南海区桂城街道にある広仏地下鉄（広仏線）・仏山地下鉄3号線の駅である。

## 歴史
- 2010年11月3日：広仏地下鉄（広仏線）の駅として開業[1]。
- 2024年8月23日：仏山地下鉄3号線の開業により、乗り換え駅となる[2][3]。

## 駅構造
両線とも島式ホーム1面2線を有する地下駅。広仏線ホームは南桂東路りの、3号線ホームは南海大道北りの地下にある。また、当初計画では広仏線瀝滘方面と3号線仏山大学方面の間にも連絡線を設置する予定であったが、いざ6号線の建設が行われた際に、この計画は取りやめられた。

### のりば
| 番線                    | 路線     | 行先           |
| ----------------------- | -------- | -------------- |
| 広仏線ホーム（地下2階） |          |                |
| 1                       | ■ 広仏線 | 瀝滘方面       |
| 2                       | ■ 広仏線 | 新城東方面     |
| 3号線ホーム（地下3階）  |          |                |
| 3                       | ■ 3号線  | 中山公園方面   |
| 4                       | ■ 3号線  | 順徳学院駅方面 |

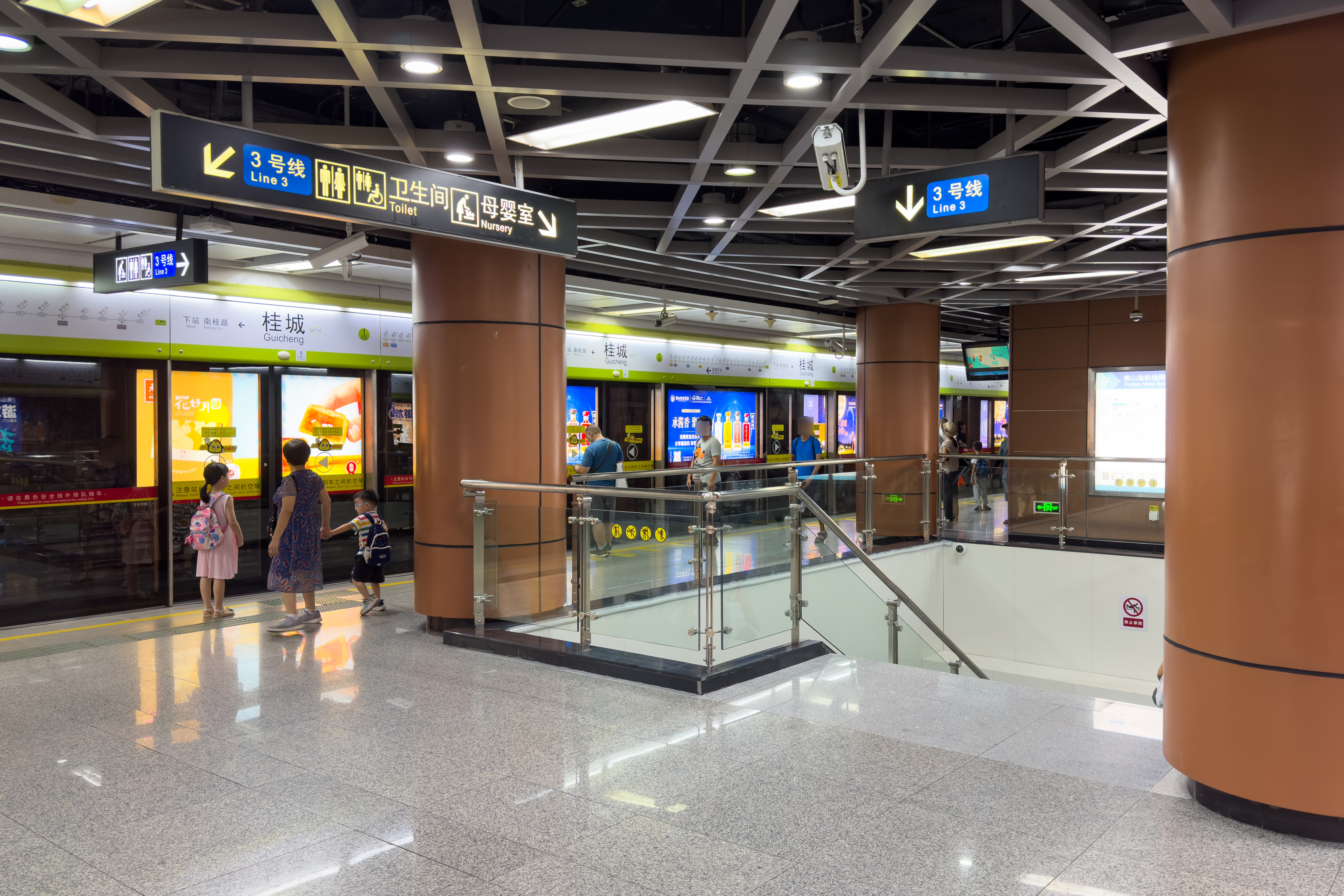
広仏線ホーム
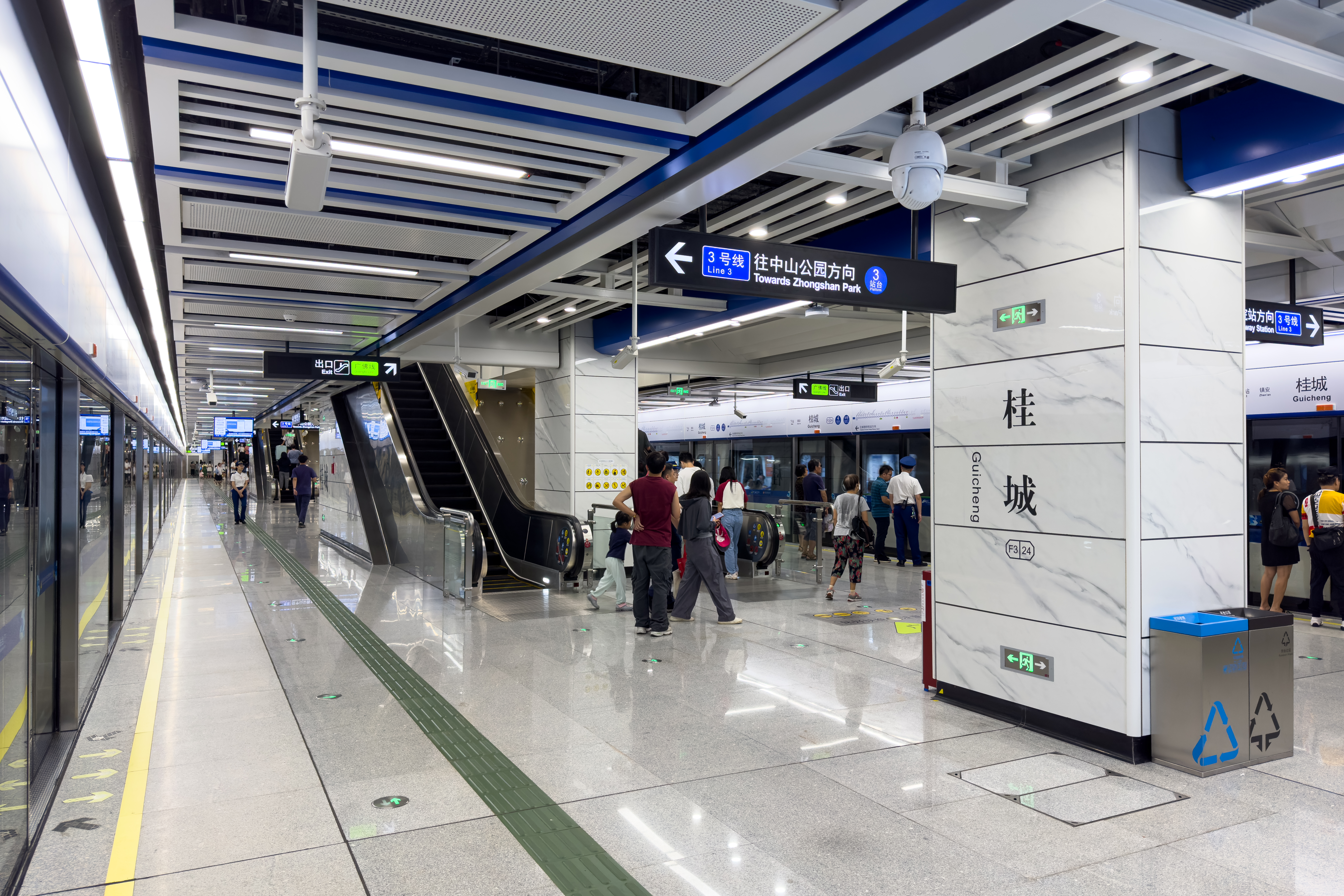
3号線ホーム
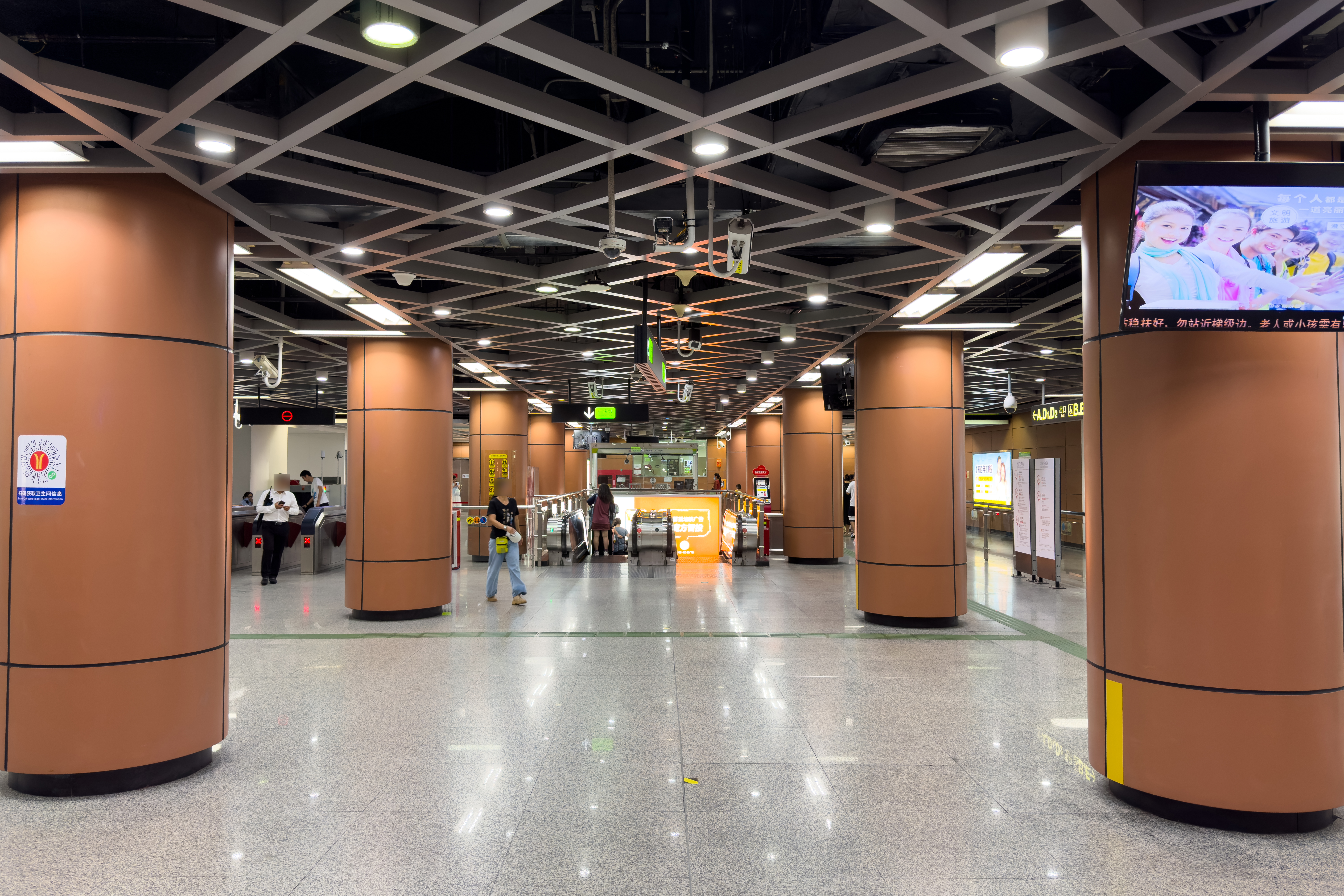
広仏線コンコース
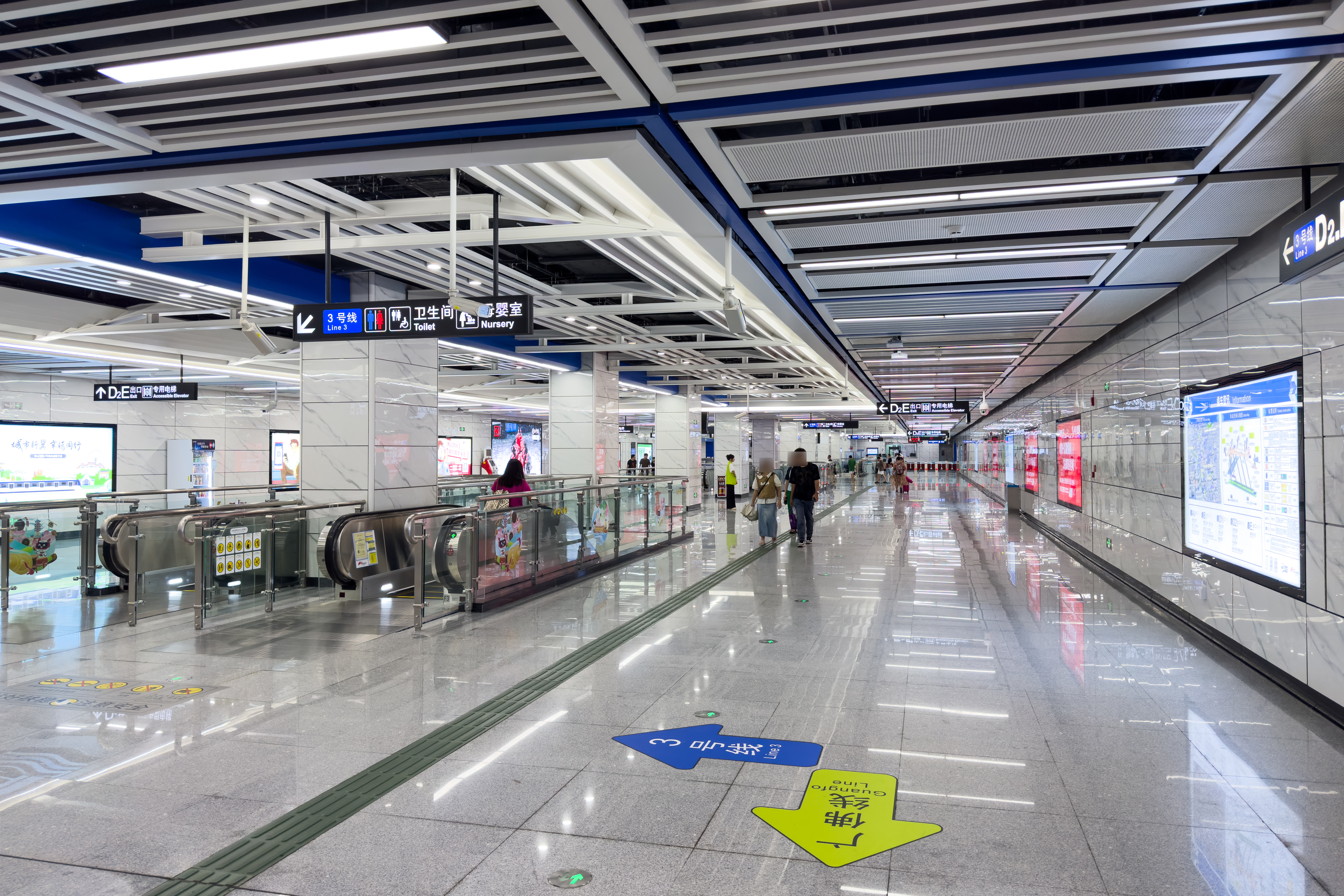
3号線コンコース

## 駅周辺
- 越秀・星匯雲錦
- 南海印象匯

## 隣の駅
仏山地下鉄
■ 広仏線
朝安駅 GF10 - 桂城駅 GF11 - 南桂路駅 GF12
■ 3号線
鎮安駅 F322 - 桂城駅 F324 - 西約駅 F323